# Signal to Noise
Signal to Noise is het vijfde album van de Noorse band White Willow. De zangeres van de vorige albums is verdwenen en men start met de nieuwe zangeres Trude Eidtang. Ook is een kleine wijziging in de muzikale koers te horen. Het album klinkt wat lichter en helderder dan de vorige albums. Het album neigt meer de richting van de folkrock in plaats van naar bijna gothic rock van de vorige albums, de muziek blijft melancholisch van aard.

## Musici
- Trude Eidtang – zang
- Lars Fredrik Frøislie (LFF) – toetsen
- Jacob Holm-Lupo (JHL) – gitaar, sitar etc.
- Marthe Berger Walthinsen – basgitaar, percussie
- Aage Moltke Schou – drums, percussie
- Ketil Vestrum Einarsen – blaasinstrumenten

## Composities
1. Night surf (JHL)
2. Splinters (JHL)
3. Ghosts (JHL/LFF,MBH) (instrumentaal)
4. Joyride (JHL)
5. The lingering (JHL)
6. The dark road (JHL)
7. Chrome dawn (JHL) (instrumentaal)
8. Dusk city (JHL,MBH)
9. Ararat (JHL) (instrumentaal)